# Snömögel
Snömögel är en sjukdom främst förekommande på norra halvklotet hos gräsväxter och orsakas av svamparna Microdochium nivale och M. majus . Sjukdomen anses vara en av de mest allvarliga utvintringssjukdomarna inom jordbruket som drabbar höstsådda grödor, men kan även förekomma hos vårsådda grödor. Tidigare har man trott att det är svampar inom bl.a. Fusarium- och Gerlachiasläktet som orsakar sjukdomen eftersom de har liknande egenskaper. M. nivale förekommer oftare än M. majus som däremot visat sig vara mer närvarande hos råg.

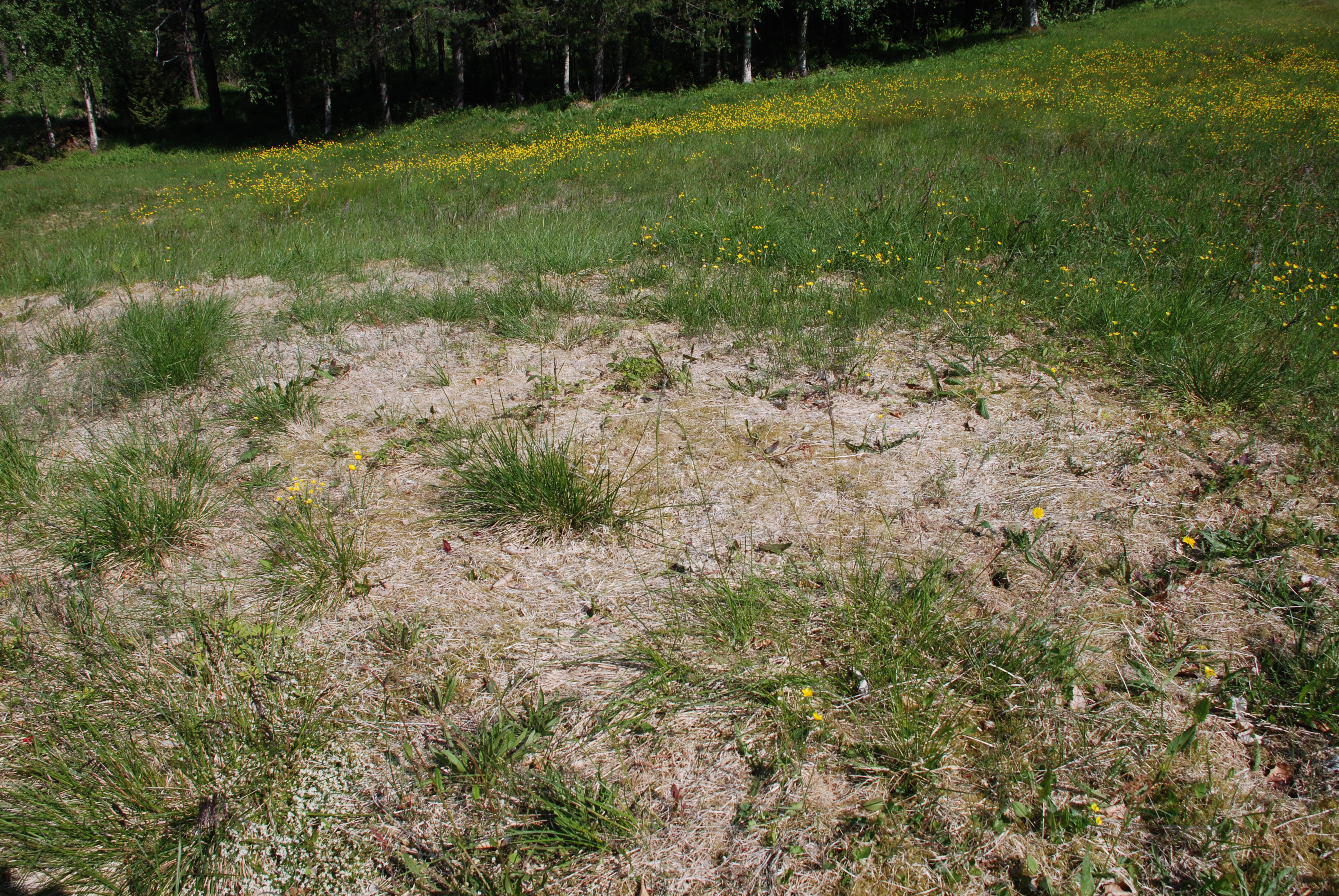
Gräsyta angripen av Monographella nivalis.

## Förekomst och betydelse
Snömögel är en av flera utvintringsjukdomar inom jordbruket som främst drabbar vall eller höstsäd, men även vårsådda grödor kan skadas av svampen . Förutom skördeförluster påverkar svampen även mindre plantor, fröproduktion och kvaliteten hos plantor. I fält med mycket ogräs kan skadan öka genom att svampen gynnas av tätare bestånd mellan plantor och ogräs. Risken att ett fält drabbas av snömögel ökar då snötäcket ligger länge på marken. I Sverige är det ännu ovanligt att snömögel orsakar stora skador på fält.
Symptom syns på vårkanten då skadade plantor upptäckts fläckvis på ett fält, ofta på de platser där snö legat kvar längst. Svampmycelet täcker då bladen vilket gör att dessa trycks mot marken och i vissa fall dör plantorna under. Det ser ut som vita snöfläckar över fälten men det är i själva verket döda växtdelar man ser. Direkt efter snösmältning kan man se att svampmycelet är rosa till färgen men med tiden bleknar färgen.

## Biologi och livscykel
Microdochium kan spridas både via smittat utsäde i och utanpå kärnor, men kan även finnas kvar i marken efter skörd. Svampens mycel kan växa både utanpå och inuti kärnan. Man vet ännu inte om det finns vilosporer. För att snömögel ska kunna utvecklas krävs gynnsamma förhållanden. Svampens tillväxt främjas av mulna, fuktiga höstar med temperaturer strax ovan minusgrader. När snötäcket har lagt sig kan temperaturer kring 0-1℃ bibehållas under snön och gynna svampens mycelbildning och spridning. Under vintern befinner sig växten i ett känsligt stadium och kan därför vara mer mottaglig för infektion. Vid den tidpunkt som plantan gror börjar även svampen att bilda sitt mycel, ibland sker då ingen uppkomst av groddplantan. En planta kan smittas från kärnan eller via växtrester i marken. Efter vintern kan en del plantor dö av skador eller kvävning, och bli kvar på marken medan en del plantor överlever. Döda växtrester kan återigen infektera nya plantor med konidier och de överlevande smittade plantorna kan också sprida sina sporer till nya plantor. Under sommaren bildar svampen perithecier, fruktkroppar, där det bildas ascosporer. Dessa växer under bladslidorna och på växtstammen och ser ut som små punkter i svart eller grått. Ascosporerna kan sedan spridas till andra växter med vind eller regnstänk och infektera kärnor i blommande ax.
M. nivale kan överleva uppåt 10 år i marken som saprofyt. På detta sätt kan smittan spridas till nya plantor på ett fält som inte varit drabbat av snömögel på flera år.

## Bekämpning
För närvarande finns det ingen till 100 % fungerande bekämpningsmetod mot svampen. Det går exempelvis inte att tillämpa någon besprutning mot svampen under den tid som växten befinner sig under ett snötäcke, vilket gör att den effektivt kan sprida sig. Idag anses utsädesbetning vara den främsta metoden mot snömögel. Dock motverkar detta enbart kärnsmittan och inte det inokulum som kan förekomma i marken.
Såningstidpunkten på hösten är en viktig faktor. Ju längre ett plantbestånd har kommit i sin utveckling och tillväxt desto lättare är det för svampen att etablera sig i fältet. En annan viktig förebyggande åtgärd är att med växtföljden variera höst- och vårsådda grödor eftersom detta minskar inokulum av svampen. Kemisk bekämpning av svampen sker under hösten och läggs så sent som möjligt, helst precis när plantorna avslutat sin tillväxt innan vintern.

## Källhänvisning
1. 1 2 3 4  Ponomareva, Mira L.; Gorshkov, Vladimir Yu.; Ponomarev, Sergey N.; Korzun, Viktor; Miedaner, Thomas (2020-11-22). ”Snow mold of winter cereals: a complex disease and a challenge for resistance breeding” (på engelska). Theoretical and Applied Genetics. doi:10.1007/s00122-020-03725-7. ISSN 1432-2242. https://doi.org/10.1007/s00122-020-03725-7. Läst 1 december 2020.
2. ↑  ”Species Fungorum - Species synonymy”. www.speciesfungorum.org. http://www.speciesfungorum.org/Names/SynSpecies.asp?RecordID=108213. Läst 1 december 2020.
3. 1 2  Olvång, Hans (2000). Snömögel. sid. https://pub.epsilon.slu.se/4773/1/Faktablad_om_vaxtskydd_34J.pdf. Läst 1 december 2020
4. ↑  ”Växtskyddsinfo”. fou.jordbruksverket.se. https://fou.jordbruksverket.se/vxinfo/answer_skade.php?ogras_id=0317. Läst 1 december 2020.